# Computerized Electronic Suspension
CES (Computerized Electronic Suspension) is een computergestuurde schokdemper voor motorfietsen van het Zweedse merk Öhlins, waarbij elektronisch de demping wordt aangepast aan de beweging van de swingarm. Öhlins is toeleverancier voor veersystemen voor diverse motorfietsmerken. Het systeem lijkt op actieve vering zoals die ook bij raceauto's wordt gebruikt.